# 圆通桥
圆通桥，曾用名为广济桥、大通桥，是一座位于中华人民共和国广东省惠州市惠城区的大桥，连接龙丰与桥西两地。该桥始建于明正德十三年（公元1518年），而现今的南侧桥梁于1992年10月动工建设，1993年8月1日开放车辆通行；现今的北侧桥梁于2013年12月21日拆除重建，并于2014年10月31日开放车辆通行。
该桥梁位于惠州西湖甘公堤:1243，是惠州西湖“五湖六桥八景”中“六桥”的第六桥，亦是惠州西湖的南湖与丰湖的分界线。

## 构造
现今的圆通桥为惠城区的一组横跨西湖的大型桥梁，分为南、北两幅桥面，长分别为93.4米及80米，宽均为19.5米。每幅桥面均设置单向3根行车线，内侧布置1.5米宽的绿化带，外侧布置2.5米宽的非机动车道、2米宽的绿化带及3米宽的人行通道。
该桥两幅桥面的栏杆均以汉白玉砌就，雕刻有竹叶图案，并悬挂有“圆通桥”三字标识铭牌。值得一提的是，拆除前的老圆通桥栏杆亦有类似铭牌，惟该铭牌与新建栏杆尺寸不合，且色差过大，故未能重新挂上；该铭牌后来保存于惠州市公用事业管理局。

## 历史

### 单桥时期
圆通桥始建于明朝正德十三年（公元1518年），由当时的惠州府知府甘公亮在丰湖甘公堤上修建，最早的形态为红石拱桥:1243；而在不晚于嘉靖二十一年（1542年）时，该桥已被称作“大通桥”。清朝康熙五十七年（公元1718年），当地僧人正修向公众募资修缮该桥及甘公堤。
惠樟公路在1928年通车至堤西竹园角车站（今惠州市中心人民医院）之后，为方便交通，让汽车能够到达西湖另一侧的水门车站，惠樟公路会董事饶静寰于1932年把红石拱桥形制的圆通桥改建为7米高的钢筋混凝土公路桥梁，使得这座桥梁由此成为交通枢纽。1933年，画家高奇峰提议在桥上加装桥栏，并获公路会采纳。1935年，桥下又修建两个拱门及10个涵洞，并将堤坝增高1米有余:1244。1938年，侵华日军入侵惠州，并将该桥炸毁。之后，永平乡乡民捐资，用竹木搭设便桥以恢复交通:1244。1946年，当地百姓再度募捐，重建该桥为钢筋混凝土拱桥:1244。
1969年，县级惠州市人民政府投资人民币7万元，将该桥改建为单跨双曲拱桥，同时拓宽桥面。1982年，广东省财政厅下拨人民币24万元再度扩建该桥，由惠阳地区公路局设计，惠州市市政工程公司负责实施:1244。翌年，惠州市人民政府再投资20万元，在桥面增加一层整体钢筋混凝土以增加过桥车辆承受力，同时将桥面拓宽至12米，并新嵌池桥碑:1244，安装铸铁镂花栏杆。

### 双桥时期
1992年10月，为疏导城市交通，地级惠州市人民政府决定在既有圆通桥靠近南湖一侧加建新桥，称新圆通桥或圆通二桥:1244-1245。新桥在1993年8月1日启用，与老圆通桥组成椭圆形双桥景观；同时，老圆通桥改为单向通行，新圆通桥亦同样是单行线。
2009年，老圆通桥经有关机构检测后被评定为E级桥梁，该机构指该桥梁总体工作状态差，多个指标不符合要求，且拱肋多个位置有开裂情况。为此，惠州市有关部门在翌年对老圆通桥跨中处安装钢管作临时加固之用。2011年8月，惠州市公用事业局发布了老圆通桥拆建工程咨询勘察设计招标通知。2012年3月1日，惠州市住房和城乡建设局公布了《惠州市惠城区老圆通桥拆建工程方案设计》（草案），提供了拆除老圆通桥并加宽新圆通桥、拆除两幅桥面并新建直线桥、拆除两幅桥面并在老圆通桥线位上重建新桥等三套走线方案供民众票选。2013年8月21日，惠州市公共资源交易中心完成圆通桥拆建工程的招标工作，确定施工期限为365天，并选定拆除老桥、加宽新桥的方案。而为准备桥梁拆建工程，施工方于该年10月在两幅桥梁中间修筑一条12米宽的临时通道，并在11月排走该区域的湖水，又另行安装3条内径为1米的水泥预制管保证南湖、丰湖湖水流通。
2013年12月21日上午，圆通桥拆建工程正式开工，老圆通桥随后被拆除。2014年10月31日晚上，新建的圆通桥北幅桥面正式开放车辆通行。11月3日，新圆通桥（即既有圆通桥南幅桥面）暂时关闭以更换伸缩缝，临时通道的通行方向亦被改变，以承接南幅桥面的车流。24日晚上，拓宽后的南幅桥面重新开放车辆通行，临时通道则在28日被拆除，桥体随后被铺设一层花岗岩。

## 连接道路

### 龙丰端
- 鹅岭北路
- 鹅岭北路横街

### 桥西端
- 环城西路
- 后所街
- 长寿路

## 行经公共交通
| 行经巴士路线一览 | 行经巴士路线一览 | 行经巴士路线一览 | 行经巴士路线一览 | 行经巴士路线一览 |
| 编号             | 路线             | 路线             | 路线             | 备注             |
| ---------------- | ---------------- | ---------------- | ---------------- | ---------------- |
| 惠州西湖接驳A    | 红花湖南门       | ↻                | 红花湖南门       |                  |
| 惠州西湖接驳B    | 红花湖南门       | ↺                | 红花湖南门       |                  |
| 2                | 万饰城           | ⇆                | 金华路           |                  |
| 3                | 汽车总站         | ⇆                | 惠州监狱         |                  |
| 5                | 仲恺汽车站       | ⇆                | 工程职业学院     |                  |
| 7                | 惠州学院总站     | ⇆                | 市房管局         |                  |
| 8                | 荷兰水乡         | ⇆                | 市技师学院       |                  |
| 10               | 汽车总站         | ⇆                | 白鹭湖           |                  |
| 13               | 合生大桥南       | ⇆                | 合生愉景湾       |                  |
| 17               | 第五中学         | ⇆                | 植物园总站       |                  |
| 18               | 万科金域华庭     | ⇆                | 河南岸汽车站     |                  |
| 19               | 红花湖南门       | ⇆                | 下梅湖           |                  |
| 21               | 梅湖             | ⇆                | 鸿润花园         |                  |
| 23               | 红花湖总站       | ⇆                | 下马庄           |                  |
| 25               | 惠州北高铁站     | ⇆                | 伯公坳           |                  |
| 27               | 联创科技园       | ⇆                | 艺都南国明珠     |                  |
| 28               | 冰塘村           | ⇆                | 飞鹅岭公园       |                  |
| 32               | 汽车总站         | ⇆                | 惠州机场候机楼   |                  |
| 38               | 红花湖南门       | ⇆                | 江湾南岸总站     |                  |
| 41               | 中职城总站       | ⇆                | 火车站           |                  |
| 42               | 中职城总站       | ⇆                | 飞鹅岭公园       |                  |
| 209快            | 仲恺汽车站       | 全程 ⇆           | 惠州北高铁站     | 原 301           |
| 209快            | 口岸路口         | 短线 ←           | 惠州北高铁站     | 原 301           |
| 218快            | 惠南科技园       | ⇆                | 火车站           |                  |

## 关联艺术创作
明代诗人陈运曾赋《大通桥》诗，描写自大通桥北望所见景象。诗云：
|                    | 源有桃花涧有蒲，倏然一望恍蓬壶。忘机亭上群鸥集，堪作人间水墨图。 |
| ——陈运，《大通桥》 |                                                                  |